# 183357 Rickshelton
183357 Rickshelton è un asteroide della fascia principale. Scoperto nel 2002, presenta un'orbita caratterizzata da un semiasse maggiore pari a 2,5437081 au e da un'eccentricità di 0,2203567, inclinata di 5,61591° rispetto all'eclittica.